# Еврейская литература
Еврейская литература — корпус светской и религиозной литературы, созданной на различных, главным образом еврейских языках, и являющей собой литературное воплощение специфически еврейского жизненного опыта. Еврейская литература исторически создавалась на языках, используемых еврейскими общинами различных стран. В так называемый «еврейский канон» входят произведения, созданные как на специфически еврейских языках (иврит, идиш), так и на языках, разделяемых евреями с окружающим населением (арамейский, американская еврейская литература, горско-еврейская литература, русско-еврейская литература, еврейские тексты на арабском языке).